# Agriocnemis maclachlani
Agriocnemis maclachlani är en trollsländeart som först beskrevs av Selys 1877.  Agriocnemis maclachlani ingår i släktet Agriocnemis och familjen dammflicksländor. IUCN kategoriserar arten globalt som livskraftig. Inga underarter finns listade i Catalogue of Life.